# Тракторстрой (станция)
Тракторстрой — промежуточная железнодорожная станция Челябинского региона Южно-Уральской железной дороги, расположена в восточной части Челябинска в промышленной зоне, в Тракторозаводском районе, на границе с Ленинским районом города. Станция располагается на первоначальном ходе Транссиба.

## История
Основана в 1930-х годах для обслуживания строящегося Челябинского тракторного завода. Согласно справочнику «Железнодорожные станции СССР» и энциклопедии «Челябинская область», основана в 1930 году, однако на самой станции установлена памятная доска, где датой основания является 1933.
Станция электрифицирована в 1957 году постоянным током 3 киловольта.
В 2010 году на станции были реконструированы пассажирские платформы, отремонтирован подземный пешеходный переход. Проектировалось оснащение автоматизированной системой оплаты, контроля и учёта проезда в пригородном сообщении (АСОКУПЭ) и турникетами.
С 1 февраля 2012 года в связи с увеличением пассажиропотока возобновили работу билетные кассы.
В 2017 и 2021 годах в районе станции велось строительство путепровода, которое планировалось закончить к 2029 году.
С 2018 года планировалось строительство депо Тракторстрой-УВСМ роизводственной мощностью 600 технических обслуживаний и 20 технических ремонтов в год в рамках планируемой тогда высокоскоростной магистрали Челябинск — Екатеринбург, маршрут которой должен был пройти через станцию..

## Работа станции
Пассажирская
Через станцию проходят пассажирские поезда дальнего следования (без остановки) и пригородные электропоезда, идущие из Челябинска в восточном направлении — на Шумиху, Курган и северо-восточном — на Нижнюю, Каменск-Уральский и обратно. На 2010 год пассажиропоток по пригородному сообщению со станции составлял более 90 000 человек в год. По состоянию на середину 2021 года в день через станцию проходит 5 пар пригородных поездов. Оборудованы пассажирские платформы, осуществляется продажа билетов на пассажирские поезда местного сообщения
Грузовая
Направления от станции: Челябинск-Главный (парки А, В, П), Челябинск-Южный, Чурилово (по «старому» и «новому» ходу), Электростанция, имеет подъездные пути к ряду предприятий г. Челябинска. Основными клиентами станции являются ТЭЦ-2, ЧТЗ и Станкомаш. В 2002 году через станцию проходило более 400 транзитных поездов в сутки.

## Известные персоналии
В 1987 году дежурным по станции и в 1989—1991 годах начальником станции Тракторстрой работал Тишанин Александр Георгиевич.